# Aphantopus maxima
Aphantopus maxima är en fjärilsart som beskrevs av Ruggero Verity 1916. Aphantopus maxima ingår i släktet Aphantopus och familjen praktfjärilar. Inga underarter finns listade i Catalogue of Life.